# 17356 Витязєв
17356 Витязєв (17356 Vityazev) — астероїд головного поясу, відкритий 9 серпня 1978 року.
Тіссеранів параметр щодо Юпітера — 3,601.